# Lorenz von Schönberg
Lorenz von Schönberg, zeitgenössisch auch Lorentz von Schönberg, (* 1532 oder 1535; † 20. Mai 1588 in Karlsbad, Königreich Böhmen) war ein kurfürstlich-sächsischer Oberberghauptmann und Rittergutsbesitzer.

## Leben
Lorenz von Schönberg entstammte dem sächsischen Adelsgeschlecht von Schönberg und war der Sohn des Ritters Caspar von Schönberg (1504–1562) und dessen Ehefrau Anna.
Im Jahre 1577 wurde er am Hof des Kurfürsten August von Sachsen zum Bergamtmann in Freiberg bestallt. 1584 erfolgte seine Bestallung als Oberberghauptmann. Bereits vier Jahre später starb Lorenz von Schönberg im böhmischen Karlsbad und ihm folgte Heinrich von Schönberg als Berghauptmann.
Er war Erb-, Lehn- und Gerichtsherr auf Oberreinsberg bei Freiberg und starb während eines Kuraufenthaltes im böhmischen Karlsbad. Nach seiner Überführung in das Kurfürstentum Sachsen wurde seine Leiche in Reinsberg am 24. Mai 1588 begraben.
Seine, aus der Ehe mit Agnes von Schönberg hervorgegangene gleichnamige Tochter Anna heiratete im Jahre 1581 Caspar von Schönberg auf Purschenstein. Sie erbte auch das elterliche Haus in Freiberg, das sich unmittelbar neben der dortigen Petrikirche befand.

## Wappen

Familienwappen des Lorenz von Schönberg

Lorenz von Schönberg führte folgendes Wappen: In Gold ein von Rot und Grün geteilter Löwe. Auf dem Helm mit rot-goldenen Decken ein roter Löwenrumpf.